# Welta
Welta — германская компания первой половины XX века, производитель фотоаппаратов.

## История компании
Компания была основана 6 мая 1914 года Вальтером Ваурихом (Walter Waurich) и Теодором Вебером (Theodor Weber) под названием Weeka-Kamera-Werk в городе Фрайталь — пригороде Дрездена. Компания наняла двух механиков, которые производили небольшое количество фотоаппаратов. В 1919 году компания производила уже восемь собственных моделей. В начале одна из первых камер компании называлась Welta, в 1919 году компания сменила своё название на Welta Kamerawerke Waurich & Weber. С 1923 года компания называлась Welta GmbH.
После Второй мировой войны, в 1946 году компания была национализирована, и получила наименование VEB Welta-Kamerawerke. В 1950 году компания вошла в состав государственного предприятия Reflekta-Kamerawerk Tharandt. На заводах компании началось производство камеры REFLEKTA II, а бывшие инженеры Kamera-Werk C. Richter до 1954 года продолжали разработки камеры Weltaflex. В 1959 году Welta вошла в состав VEB Pentacon. Бренд Welta прекратил своё существование.

## Продукция компании

### 35 мм складные
- Welta 35 — складная камера. Производилась с 1935 года.
- Watson — серия складных шкальных камер Welti выпускалась с 1935 года по 1960-е. Weltix и Watson — более дешевые версии Welti. На поздних моделях кнопка спуска располагалась на корпусе камеры. Объективы Steinheil Cassar 50 мм f/2,9 и Welta-Freital Weltar 50 мм f/2,9.
- Welti — серия складных шкальных камер Welti выпускалась с 1935 года по 1960-е. Алюминиевый корпус с хромированными деталями. Оптический видоискатель. В основном, производились с затвором Compur. Затвор Compur компания Welta производила по лицензии. Объективы Schneider Kreuznach, Meyer-Optik, Welta-Freital Weltar или Carl Zeiss.
- Weltini — более дешевая версия Welti. Производилась с 1937 года. Дальномерный фотоаппарат. После Второй мировой войный производилась под названием Welti I.
- Weltix — самая дешевая версия Welti. Шкальный фотоаппарат без башмака для аксессуаров. Затворы Prontor и Compur. Объективы Steinheil Cassar 50 мм f/2,9 и Welta-Freital Weltar 50 мм f/2,9.

### Плёнка типа 135
- Belmira

### Полуформатные
- Penti — Популярная полуформатная шкальная камера. Размер кадра 18×24 мм. Производилась с 1959 года. Объектив Meyer Domiplan или Meyer Trioplan 30 мм f/3,5. В 1961 году VEB Pentacon начал производство Penti II. У камеры появился селеновый экспонометр. Penti II производилась до 1977 года.
- Orix — Производилась в 1958 и 1959 годах.

### Плёнка типа 120

#### Складные шкальные
- Garant (6×9)

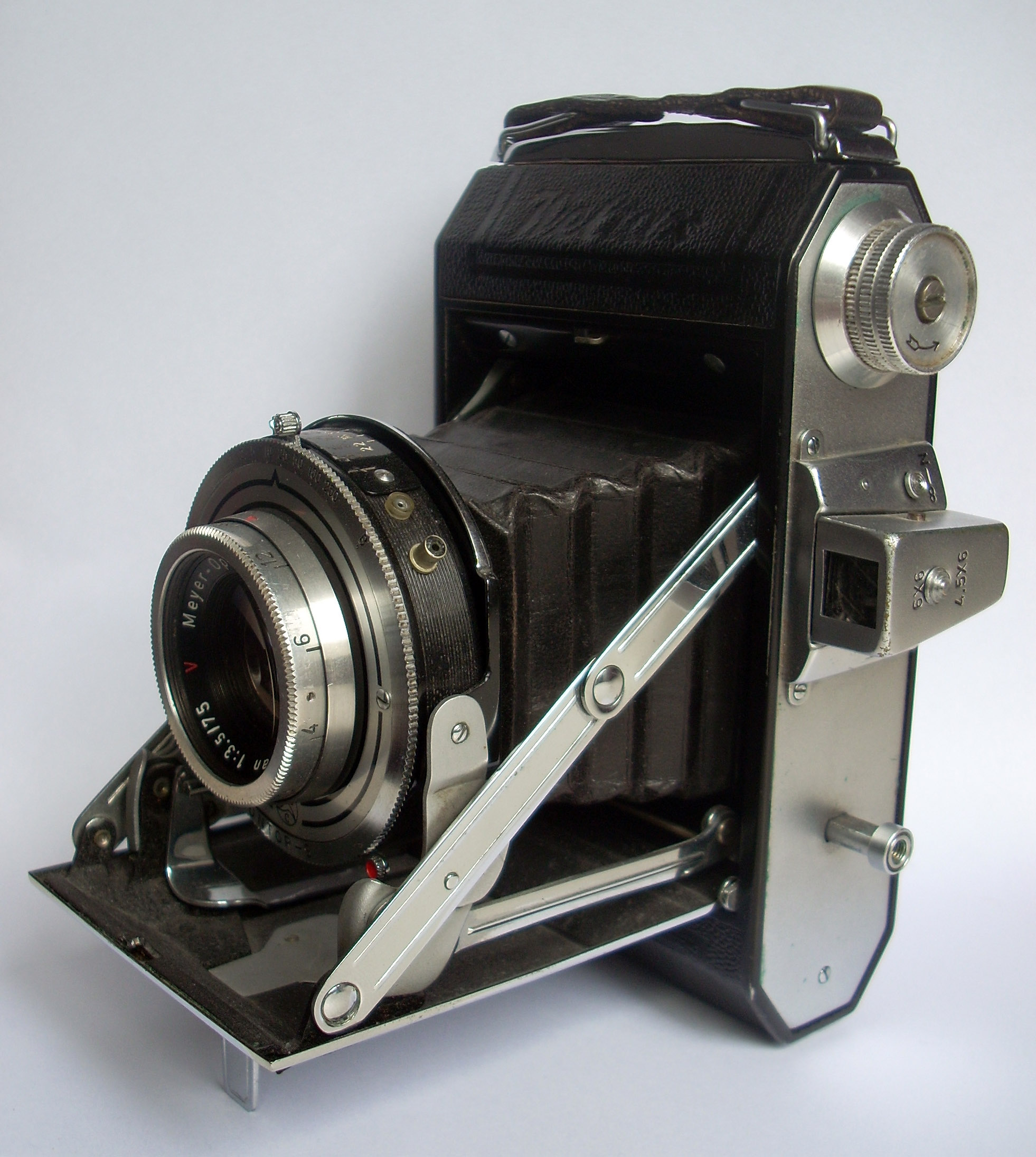
Фотоаппарат Welta Weltax.

- Weltax (6×6) — Производилась с 1939 по 1959 год.
- Perle (4,5×6, 6×6 или 6×9) — Производилась с 1932 по 1936 год. Выпускались версии для плёнки типа 120, типа 129 (размер кадра 5×8 см) и типа 116 (размер кадра 6,5×11 см). Объектив Weltar 105 мм 1:6,3 или Schneider Kreuznach 105 мм 1:2,9. Оптический видоискатель.
- Symbol (6×9) и Trio (6×9) — выпускались в 1930-е годы. Отличались друг от друга разными объективами и затворами.

#### Складные дальномерные
- Solida (6×9) — Производилась с 1933 года. Могла работать с размером кадра 6×9 см и 6х×4,5 см. Сдвоенный дальномер, встроенный в корпус, дополнительный оптический видоискатель на объективе. Наводка на резкость — перемещением объектива. Объективы Carl Zeiss Jena Tessar 105 мм f/4,5 или Schneider Kreuznach Radionar 105 мм f/4,5. Затворы Compur и Compur-Rapid. Выдержки Compur-Rapid — до 1/400 сек. Выдержки Compur — до 1/250 сек.
- Weltur (4,5×6, 6×6 или 6×9) — Продолжение Solida. Производилась в 1930-е. Выпускалась в версиях с размером кадра 4,5×6, 6×6 и 6×9 см. От Solida отличались фокусным расстоянием объективов — 75 мм. У версии Weltur фокусное расстояние объективов 105 мм. Затворы и выдержки такие же, как у Solida.

#### Складные двухобъективные
- Superfekta (6×9) — Производилась с 1932 года.
- Perfekta (6×6) — Продолжение камеры Superfekta. Производилась с 1934 года. Серия не получила развития из-за высокой цены производства. Объективы Meyer. Выдержка до 1/300 сек.

#### Двухобъективные зеркальные

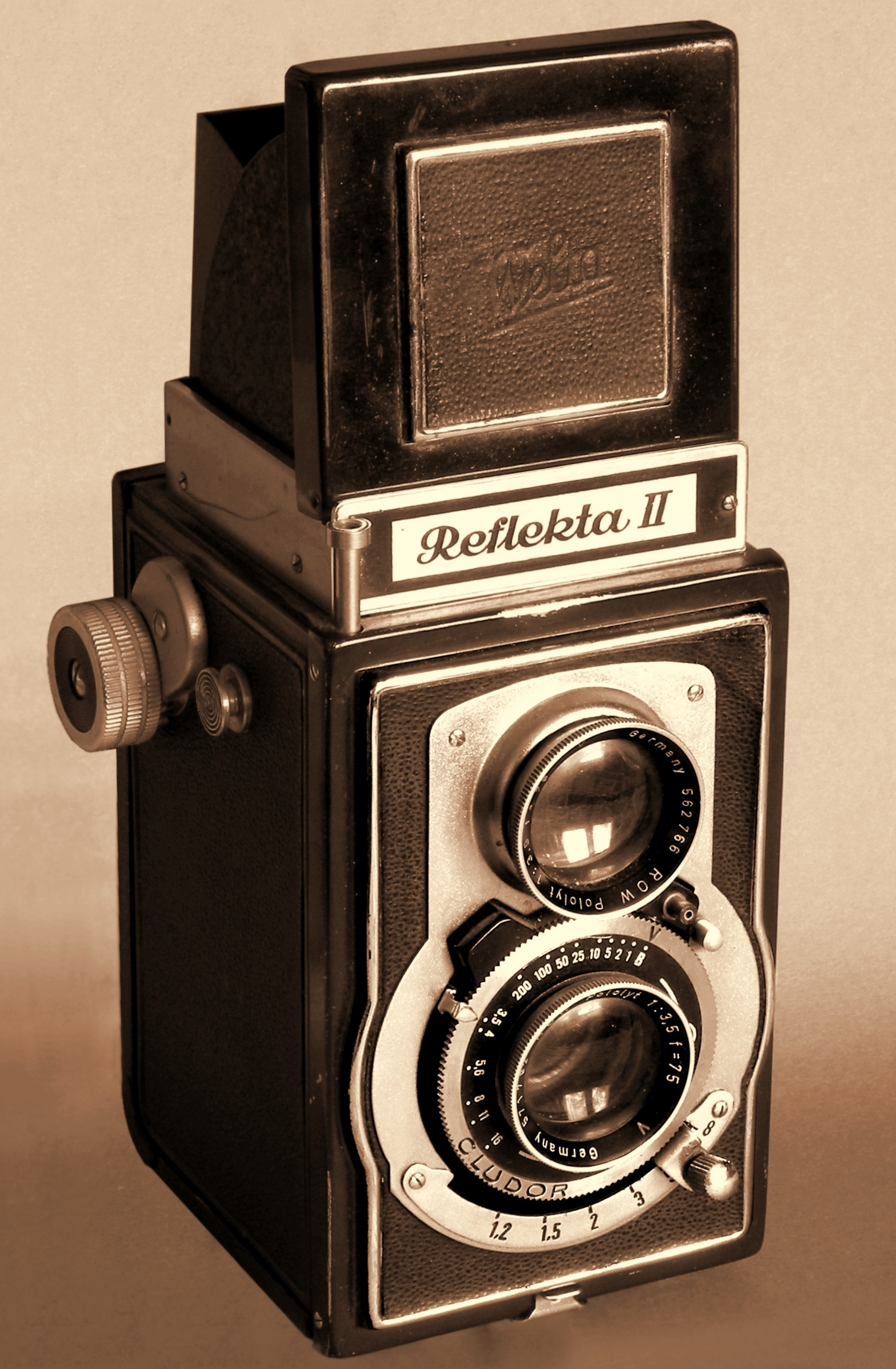
фотоаппарат Reflekta II

- Reflecta — Производилась в начале 1930-х годов компанией Richter. В 1950 году Richter и Welta вошли в состав Reflekta-Kamerawerk Tharandt. Фотографирующий объектив Brillantar 73 мм f/4,3. Выдержка до 1/100 сек. Камера выпускалась в нескольких вариантах под названиями: Vitaflex, Rica Flex (или Ricaflex), Embirflex, Trumpfreflex (для США), Wirgin Reflex
- Reflekta II — Производилась в 1950-е компанией VEB Welta-Kamera-Werk. В середине 1950-х была заменена камерой Weltaflex. Фотографирующий объектив с фокусным расстоянием 75 мм. Объективы компаний Meyer, Ludwig или ROW. Выпускались версии под названием Flektar и Superflex.
- Reflekta III
- Weltaflex — Производилась с 1954 года. Фотографирующий объектив Ludwig Meritar 75 мм f/3,5, затвор Prontor SVS с выдержкой до 1/300 сек. Версии с объективами Meyer Trioplan 75 мм f/3,5 или Rectan 75 мм f/3,5 lenses, завтор Vebur с выдержкой до 1/250 сек.
- Peerflekta, Peerflekta II —- Версия Reflekta. Производилась для компании Peerless Camera.

### Плёнка типа 127
- Gucki (3×4) — складная шкальная камера. Производилась в 1930-е с размером кадра 3×4 см и 4×6,5 см.
- Gucki (4×6,5)

### Плёнка типа 129
- Perle (5×8)

### Плёнка типа 116
- Perle (6,5×11)

### Для фотопластинок
- Rak
- Tux
- Watson